# Fondation Hardt pour l’étude de l’antiquité classique
Die Fondation Hardt pour l’étude de l’antiquité classique ist ein Forschungszentrum auf dem Gebiet der Klassischen Philologie, der Alten Geschichte und der antiken Philosophie in Vandœuvres bei Genf, Schweiz.

## Geschichte
Die Organisation geht auf eine Stiftung des deutschen Adligen Kurd von Hardt (1889–1958) im Jahr 1950 zurück, der damit zur Versöhnung der Europäer durch das Studium des gemeinsamen Erbes der klassischen Kultur beitragen wollte.

## Ausstattung und Leitung
Die Stiftung verfügt in Vandoeuvres über ein Grundstück, zu dem ein Gästehaus, eine Bibliothek mit etwa 40'000 Bänden und ein Vortragssaal gehören. Gesteuert wird sie durch einen Conseil de Fondation (Stiftungsrat), dessen Comité de direction der ehemalige Schweizer Bundespräsident Pascal Couchepin vorsteht und dem Vertreter der finanzierenden Institutionen angehören, sowie durch eine internationale Commission scientifique von Fachvertretern. Finanziert wird sie heute durch die Schweizerische Eidgenossenschaft, die Universität Genf, die Gemeinde Vandœuvres, den Schweizerischen Nationalfonds zur Förderung der wissenschaftlichen Forschung, das französische Centre national de la recherche scientifique, die Deutsche Forschungsgemeinschaft sowie durch private Stiftungen und Spenden.

## Heutige Situation
Die Stiftung veranstaltet alljährlich in der letzten vollen Augustwoche Entretiens sur l’Antiquité classique, Treffen herausragender Spezialisten zu einem vorgegebenen Thema, deren Vorträge anschliessend zusammen mit einer Dokumentation der Diskussionen in der gleichnamigen Publikationsreihe veröffentlicht werden. Bisher sind 56 Bände erschienen.
Darüber hinaus lädt die Stiftung seit 1960 Gäste aus aller Welt, neuerdings Nachwuchswissenschaftler ebenso wie etablierte Forscher, zu Forschungsaufenthalten von zwei Wochen bis zu zwei Monaten ein.